# Prionotus alatus
Prionotus alatus és una espècie de peix pertanyent a la família dels tríglids.

## Descripció
- Fa 17,5 cm de llargària màxima.[4][5]

## Hàbitat
És un peix marí, demersal i de clima subtropical (38°N-19°N) que viu entre 35-180 m de fondària.

## Distribució geogràfica
Es troba a l'Atlàntic occidental: des de Virgínia fins al sud de Florida i les Bahames, i des de l'est del Golf de Mèxic fins a Louisiana i Campeche (Mèxic).

## Observacions
És inofensiu per als humans.